# Korita, Trebnje
Korita so vaško naselje v Suhi Krajini, pripada Občini Trebnje in Župniji Dobrnič. Nad vasjo je studenec Pupeč, kar je za to pokrajino izredno nenavadno. Po legendi naj bi tam po skali udaril Mojzes, nakar je iz nje začela izvirati voda. Na bližnjem griču Cvinger je arheolog Jernej Pečnik konec 19. stoletja izkopaval keltsko gradišče, ki ima še zdaj vidne okope in vhode. Ledinsko ime Gomile kaže na prisotnost prazgodovinskih nekropol. Nemško ime vasi Trögern je dalo tudi poimenovanje katastrski občini franciscejskega katastra iz 1825. 
Vaška podružna cerkev svetega Petra stoji zunaj vasi in se prvič omenja leta 1526, njena podolžna ladja, ki utegne biti še ostanek srednjeveške cerkve, pa je s kasneje prislonjenim prezbiterijem enotno obokana. Oltarji v cerkvi so baročni in so rezbarsko delo..